# Kingdom of Heaven
Pour plus de détails, voir Fiche technique et Distribution.
Kingdom of Heaven (Le Royaume des cieux au Québec) est un film germano-américano-britannique, réalisé par Ridley Scott et sorti en 2005.
L'intrigue se déroule à la fin du XIIe siècle, peu avant le commencement de la troisième croisade, et narre l'ascension de Balian, forgeron bâtard d'un grand seigneur du royaume de Jérusalem, qui quitte son village natal pour la Terre sainte, et se retrouve à la tête de la défense de la ville de Jérusalem, attaquée par Saladin. Il s'agit d'une réécriture romancée de l'histoire de Balian d’Ibelin qui, en 1187, adouba une centaine de soldats et défendit la ville lors du siège de Jérusalem face à l'armée ayyoubide.
Quoiqu'un échec commercial à sa sortie aux États-Unis, le film est bien accueilli dans le reste du monde (notamment en Europe). Le succès mitigé - tant commercial que critique - de la version initiale est pallié par la réception largement plus favorable de la version longue.

## Synopsis
À la fin du XIIe siècle, une troupe de croisés s'est rendu en France pour trouver un forgeron dénommé Balian. Ce dernier est en deuil : sa femme, inconsolable depuis la mort de leur nouveau-né, s'est récemment suicidée. Balian accueille froidement la visite du chef croisé, le Baron Godefroy d'Ibelin, qui se révèle être son père et lui offre de l'accompagner à Jérusalem. Il refuse, laissant les croisés reprendre sans lui le chemin de la Terre sainte. À la tombée de la nuit, alors que ces derniers ont quitté le village, Balian tue son demi-frère, prêtre cupide et sans scrupule, qui avait dérobé la croix d'argent de son épouse et ordonné la décapitation de son cadavre - il suivait en ceci les recommandations de l'Église qui, en ces temps, sanctionnait le suicide avec la plus extrême sévérité. En fuite, Balian parvient à rejoindre les croisés. Après plusieurs jours de route, la troupe est attaquée par des soldats lancés à la poursuite du forgeron. Le seigneur Godefroy, père de Balian, est gravement blessé durant l'attaque. Il meurt quelque temps plus tard dans le port italien de Messine, que quittent les navires européens en direction de la Terre sainte. Il aura eu le temps d'adouber Balian, et de lui transmettre son titre de Baron d'Ibelin.
Parvenu en Terre sainte après le naufrage de son navire, Balian est attaqué par deux sarrasins. Après en avoir tué un, il épargne le second, Imad, qui le conduit à Jérusalem et avec qui il se lie d'amitié. Il y rencontre le sage roi Baudoin IV, ravagé par la lèpre, qui l'invite à prendre possession de son domaine d'Ibelin et à protéger la route des pèlerins (en veillant tout particulièrement sur les juifs et les musulmans, cibles privilégiées des Templiers et d'autres croisés fanatiques). Soucieux de remplir ses devoirs avec vaillance et probité (« Quel homme serait celui qui ne chercherait pas à rendre le monde meilleur ? »), refusant de céder à l'ambition et au fanatisme qui rongent alors le royaume chrétien, Balian doit faire face aux intrigues de Cour, s'attirant l'animosité de Guy de Lusignan, beau-frère du roi et allié des Templiers, et de Renaud de Châtillon, seigneur de Kerak, qui souhaitent la guerre contre Saladin. Dans le même temps, Balian se rapproche de la princesse Sibylle, sœur du roi et épouse de Guy, avec laquelle il entretient une liaison passionnée.
Lassé des provocations des Templiers et de l'un de leurs principaux meneurs, Renaud de Châtillon, Saladin mène son armée jusqu'à la forteresse de Kerak, résidence de Renaud. Bien qu'en sous-nombre, Balian et ses hommes, parvenus sur les lieux avant l'arrivée de l'armée de Jérusalem, défendent vaillamment les abords du château. Capturés, ils sont finalement libérés sur les ordres d'Imad, qui se révèle un puissant seigneur de Syrie et l'un des plus proches conseillers de Saladin. Baudouin et Saladin négocient le maintien de la paix, mais le voyage achève de ruiner la santé de Baudouin, qui sait sa fin proche. Témoin de la bravoure du baron d'Ibelin, le roi, soucieux de mettre ses affaires en ordre, propose de faire exécuter Guy de Lusignan et d'offrir à Balian la main de sa soeur Sibylle. Balian deviendrait de facto le commandant de l'armée de Jérusalem, et veillerait, suivant les dernières volontés du roi, à sauvegarder la paix avec les Sarrasins. Bien qu'amoureux de Sibylle, Balian refuse de se rendre complice de l'exécution de Guy : « le roi commande mes mouvements, mais je suis seul gardien de mon âme ». Le roi meurt. Le fils de Sybille, pressenti pour lui succéder, décèdera peu de temps après, euthanasié par sa mère après que l'on lui a diagnostiqué la lèpre. Guy de Lusignan finit par devenir roi de Jérusalem de jure uxoris (en sa qualité d'époux de l'unique héritière de la Couronne). Il déclenche la guerre contre Saladin et tente, dans le même temps, de faire assassiner Balian.
Mal préparées, les armées chrétiennes sont balayées par Saladin qui prend sans attendre la direction de Jérusalem, laissée sans défense. En effet, Tibérias qui n'a pas rejoint l'armée chrétienne quitte la Terre sainte pour Chypre. C'est sans compter l'intervention de Balian : ayant refusé de suivre l'armée chrétienne, celui-ci prend en charge la défense de la ville sainte. Sous son commandement, la ville parvient à repousser les assauts répétés de l'armée sarrasine, contraignant Saladin à engager des négociations. Il est convenu que l'ensemble de la population de la ville se verrait offrir sauf-conduit jusqu'en terre chrétienne contre la reddition de Jérusalem. Après la reddition, Guy de Lusignan, anciennement prisonnier de Saladin qui vient d'être libéré, tente en vain de tuer Balian.
Quelque temps plus tard, Balian est de retour dans son pays natal, en compagnie de Sibylle, devenue simple femme du peuple. Il reçoit la visite de Richard Cœur de Lion, roi d'Angleterre, venu lui proposer de l'accompagner dans une nouvelle croisade. « Nous passons par ici pour trouver Balian, qui fut défenseur de Jérusalem. - Je suis maître-forgeron. - Et je suis le roi d'Angleterre. - (Et Balian répond de nouveau) Je suis maître-forgeron ». Le film se termine par une balade à cheval en amoureux jusqu'à la tombe de l'ancienne femme de Balian.

## Fiche technique
- Titre : Kingdom of Heaven
- Titre québécois : Le Royaume des cieux
- Réalisation : Ridley Scott
- Scénario : William Monahan
- Musique : Harry Gregson-Williams
- Photographie : John Mathieson
- Montage : Dody Dorn
- Décors : Arthur Max
- Costumes : Janty Yates
- Production : Ridley Scott
- Sociétés de production : Scott Free Productions et 20th Century Fox
- Société de distribution : 20th Century Fox
- Budget : 130 000 000 $[2]
- Pays de production :  États-Unis,  Royaume-Uni,  Allemagne
- Langues originales : anglais, italien, arabe, latin
- Formats : couleurs - 2,35:1 - Dolby Digital - 35 mm
- Genre : aventures, drame, épique, historique et guerre
- Durée : 145 minutes, 187 minutes (director's cut), 194 minutes (Director's Cut Roadshow Version)
- Dates de sortie : 
  - Royaume-Uni : 2 mai 2005 (avant-première mondiale à Londres)
  - France, Belgique : 4 mai 2005
  - États-Unis, Royaume-Uni : 6 mai 2005
- Classification : tous publics (France) ; déconseillé aux moins de 12 ans (Suisse) ; déconseillé aux moins de 13 ans (Québec)

## Distribution
- Orlando Bloom (VF : Anatole de Bodinat) : Balian d’Ibelin
- Eva Green (VF : elle-même) : Sibylle
- Jeremy Irons (VF : Féodor Atkine) : Tibérias
- David Thewlis (VF : Bernard Alane) : le Chevalier-Hospitalier
- Marton Csokas (VF : Alain Courivaud) : Guy de Lusignan
- Brendan Gleeson : (VF : Bernard-Pierre Donnadieu) : Renaud de Châtillon
- Edward Norton (VF : Damien Boisseau) : Baudouin IV, le roi lépreux
- Liam Neeson (VF : Frédéric van den Driessche) : Godefroy d’Ibelin
- Ghassan Massoud (VF : Georges Claisse) : Saladin
- Alexander Siddig (VF : Vincent Schmitt) : Imad
- Jon Finch : le patriarche de Jérusalem
- Ulrich Thomsen : le grand-maître des templiers Gérard de Ridefort
- Velibor Topic (VF : Éric Herson-Macarel) : Almaric
- Khaled El Nabawy : le mollah
- Karim Saleh : l'émissaire de Saladin
- Giannina Facio : la sœur de Saladin
- Michael Sheen (VF : Laurent Lederer) : le prêtre du village et demi-frère de Balian
- Nikolaj Coster-Waldau (VF : Jean-Michel Fête) : le bailli du village, fils du seigneur du bourg et neveu de Godefroy
- Robert Pugh : le seigneur du bourg et frère ainé de Godefroy (Director's cut uniquement)
- Nathalie Cox : la femme de Balian (Director's cut uniquement)
- Kevin McKidd : le sergent anglais de Godefroy d'Ibelin
- Eriq Ebouaney : Firuz
- Jouko Ahola : Odo
- Iain Glen : Richard Cœur de Lion
- Angus Wright : le chevalier anglais qui accompagne Richard
- Alexander Potts : Baudouin V, jeune fils de Sybille (Director's cut uniquement)

Sources et légende : Version française (VF) sur Voxofilm

## Production

### Genèse et développement
William Monahan rencontre Ridley Scott pour lui proposer le scénario de Tripoli, un projet de film qui se déroulerait en 1805, dans le contexte de la guerre de Tripoli. Scott accepte et commence à développer le projet, alors qu'il tourne Les Associés. Les deux hommes parlent aussi des croisades, sujet que Monahan connaît bien et sur lequel Scott a depuis longtemps le désir de faire un film. Le projet Tripoli, quoique sur le point d'aboutir, est finalement abandonné par les studios. Dans l'intervalle, Monahana a écrit le scénario de Kingdom of Heaven ; il le propose à Scott. Le choix de l'époque fut principalement motivé par le personnage du roi lépreux Baudouin IV de Jérusalem et la trêve fragile qui règne alors entre chrétiens et musulmans, selon lui plus intéressante qu'une guerre ouverte. 
Orlando Bloom se voit proposer le rôle principal du film alors qu'il vient tout juste d'achever le tournage de Troie. Il n'est d'abord pas très enthousiaste à l'idée de s'engager dans un nouveau film d'époque, en costumes, mais change d'avis à la lecture du scénario. Les autres acteurs sont choisis par la suite, dont Edward Norton pour le rôle du Roi. Norton suggère que son nom n'apparaisse pas au générique, afin de laisser au public le soin de deviner qui se cache derrière le masque du roi Baudouin.

### Tournage
Le tournage commence en janvier 2004 ; il dure six mois. Il a d'abord lieu en Espagne, puis au Maroc. Les scènes se déroulant au village natal de Balian sont tournées à Loarre, dans les Pyrénées, celles de l'hôpital de Messine et de la résidence de Balian à Jérusalem à Palma del Río, celles du palais du roi Baudouin à Séville (à l'Alcazar et à la Casa de Pilatos), les extérieurs de Messine sur les remparts d'Essaouira, et les plans larges de Jérusalem à Aït-Ben-Haddou, enrichi d'un arrière-plan avec le procédé de matte painting. Le tournage du siège de Jérusalem se déroule près de Ouarzazate et des studios de l'Atlas où sont filmés les intérieurs, prend presque deux mois et requiert environ 1 800 figurants (dont de nombreux soldats de l'armée marocaine, spécialement mis à disposition par le roi Mohammed VI). 
La seule maquette réalisée pour le film fut utilisée pour l'effondrement du mur de la poterne Saint-Christophe. Le logiciel MASSIVE est largement utilisé pour les scènes de combats de masse ou celles d'armées en mouvement. La scène du naufrage du navire est une combinaison de plans d'Orlando Bloom filmés à d'autres moments et retouchés pour changer sa tenue, d'images issues de Lame de fond, autre film de Scott, et d'un navire créé numériquement. 
Le design du film s'inspire des œuvres des peintres orientalistes, notamment Jean-Léon Gérôme, de Gustave Doré, et des salles des Croisades du château de Versailles. Il faut cinq mois pour construire les décors du siège de Jérusalem, faits de murs de quinze mètres de haut et de trois tours de siège plus hautes encore.

### Musique
La bande originale du film est composée par Harry Gregson-Williams, et interprétée par l'Orchestre philharmonique de Londres. Quelques exceptions notables, néanmoins. L'air de la mort du roi Baudouin le lépreux est tiré de l'opéra Vide Cor Meum (littéralement : « Vois mon cœur »), spécialement composé par Patrick Cassidy pour le film Hannibal (également réalisé par Ridley Scott). De même, la musique qui accompagne le discours de Balian et l'adoubement général est issue du film Le 13e Guerrier ; elle fut composée par Jerry Goldsmith. La musique de la tentative d'assassinat de Balian par des hommes de Guy de Lusignan (The Crow Descends, par Graeme Revell) est tirée du film The Crow. Enfin, la décapitation de Renaud de Châtillon par Saladin est accompagnée par un extrait de la Passion selon saint Matthieu, par Johann Sebastian Bach.

### Version longue
Au cours du processus de montage, les studios de production ont manifesté la crainte que la durée du film soit excessive et l'intrigue trop complexe, pour peu que l'on y adjoigne les scènes du prince Baudoin, fils de Sibylle et nouveau roi de Jérusalem (après la mort de son oncle). Scott s'incline mais prévoit une version director's cut, spécialement réservée au marché DVD. Cette version longue (une quarantaine de minutes supplémentaires) est à l'affiche d'un cinéma de Los Angeles pendant deux semaines, en décembre 2005. 
Elle nous offre d'en apprendre davantage sur Balian. Celui-ci n'est pas qu'un simple forgeron, mais possède par ailleurs des talents d'ingénieur - qu'il mettra au service du roi-lépreux lors de leur rencontre, et mobilisera dans l'entretien de ses terres et le renforcement du système de défense de Jérusalem. On apprend en outre qu'il avait déjà l'expérience de la guerre avant de rejoindre Jérusalem (il a servi comme cavalier lors d'un conflit entre seigneurs), et que le prêtre que tue Balian est en fait son propre frère (demi-frère, comprend-on, puisque Godefroy est le père biologique de Balian). 
Le rôle de la princesse Sibylle - comme mère du prince-héritier du royaume de Jérusalem - est également accentué : ainsi découvre-t-on que l'enfant, nouvellement couronné sous le nom de Baudoin V, est, comme son oncle, atteint de la lèpre. Sybille, alors régente, doit se résoudre à euthanasier son fils avant que n'apparaissent les premières souffrances de la maladie. Scott reconnaîtra n'avoir sacrifié cette partie qu'à contre-cœur, trouvant qu'elle apportait une dimension supplémentaire au film. Plusieurs critiques, tels que James Berardinelli, estimeront cette version director's cut bien supérieure au montage initial.

## Accueil

### Accueil critique
Le film a été accueilli de façon mitigée par la critique, recueillant 39 % de critiques favorables, avec un score moyen de 5,5⁄10 et sur la base de 185 critiques collectées, sur le site Rotten Tomatoes. Sur le site Metacritic, il obtient un score de 63⁄100, sur la base de 40 critiques collectées. Roger Ebert, du Chicago Sun-Times, lui donne 3,5 étoiles sur 4, le jugeant meilleur que Gladiator, avec moins d'action mais plus de réflexion et un message plus profond. Mick LaSalle, du San Francisco Chronicle, évoque un film flamboyant où Ridley Scott a pris toutes les bonnes décisions. Manohla Dargis, du New York Times, salue la réalisation de Scott mais estime que le film est desservi par certains de ses acteurs principaux (Orlando Bloom et Eva Green en tête) malgré les performances de Ghassan Massoud et Jeremy Irons. Ty Burr, du Boston Globe, estime le film « pesant » et le message « naïf » avec un acteur principal qui n'est pas mauvais mais n'a pas la stature pour ce rôle. Et pour Peter Bradshaw, du Guardian, Marton Csokas cabotine beaucoup trop dans le rôle du méchant et le film est bien intentionné mais paraît à la fois « désinvolte et naïf ».
Plusieurs organisations chrétiennes conservatrices ont déploré la façon dont les représentants de l'Église catholique romaine étaient dépeints dans le film alors que les musulmans étaient présentés selon elles sous un éclairage plus positif. À l'inverse, le film a reçu à sa sortie un accueil favorable dans les pays musulmans, et le journaliste Robert Fisk rapporte que, dans le cinéma de Beyrouth où il a vu le film, les spectateurs se sont levés pour applaudir et crier leur approbation lors de la scène où Saladin, après avoir pris Jérusalem, redresse une croix chrétienne tombée à terre.
En France, les critiques ont été plus positives, le film obtenant une moyenne de 3,2 étoiles sur 5 pour les critiques de la presse sur le site Allociné. Richard Gianorio, de France-Soir, évoque « un impeccable savoir-faire » ; Aurélien Ferenczi, de Télérama, salue les « accents quasi shakespeariens » des acteurs Jeremy Irons, David Thewlis et Brendan Gleeson et qualifie le siège de Jérusalem de « beau morceau de bravoure » ; pour Jean-Luc Douin, du Monde, la « mise en scène confirme la maîtrise de l'un des plus habiles cinéastes en matière de grand spectacle » ; Christian Jauberty, de Première, estime qu'« alors qu'on pouvait douter de l'opportunité d'un film sur les exploits de guerriers occidentaux au Moyen-Orient, Scott et le scénariste William Monahan ont su tourner le problème à leur avantage, adoptant le parti de ceux qui subissent les guerres contre ceux qui les déclenchent » ; pour Gérard Lenne, de Télé 7 Jours, il s'agit d'un « spectacle imposant, bien tenu et bien mené, à la morale édifiante, historiquement correct » ; et pour Éric Libiot, de L'Express, après une première partie classique, « le scénario s'installe sur une ligne dramatique peu commune pour un long-métrage d'une telle envergure ».
Parmi les critiques plus mitigées, Jean-Pierre Rehm, des Cahiers du cinéma, évoque un « récit qui échappe aux péripéties obligées de l'initiation et trouve sa source dans une surprenante sophistication » mais qui est assez confus ; Patrice Blouin, des Inrockuptibles, reconnaît « à ce spectaculaire mastodonte une complexité plus grande que ce que l'on pouvait craindre et, même certaines touches de délicatesse » ; David Doukhan, de Mad Movies, juge le « scénario intelligent mais quelque peu dogmatique dans ses questionnements religieux » et le « parcours initiatique assez désincarné » ; pour Christian Viviani, de Positif, il s'agit d'« un semi-échec ou, si l'on préfère, une demi-réussite » malgré l'« excellente interprétation globale, avec une mention spéciale à Edward Norton ». Les critiques négatives viennent de Vincent Ostria, de L'Humanité, qui évoque « un fatras poussiéreux » où « Scott abuse des contre-jours bleutés et vaporeux qui sont sa marque de fabrique », et de Bruno Bayon, de Libération, pour qui le film est un « péplum passe-temps de plus ».

### Box-office
Le film a connu un succès commercial assez limité, rapportant 211 652 051 $ (à peine le double de son budget) au box-office mondial, dont seulement 47 398 413 $ aux États-Unis et au Canada. Il a réalisé 1 270 000 entrées en France, 346 521 en Belgique, 205 797 en Suisse, et 165 381 au Québec. Il a eu beaucoup plus de succès en Europe et dans le reste du monde qu'aux États-Unis, y rapportant plus de trois fois plus, ce qui est assez rare pour une grosse production.
| Pays         | Box-office   | Pays      | Box-office  | Pays                | Box-office  |
| ------------ | ------------ | --------- | ----------- | ------------------- | ----------- |
| États-Unis   | 47 398 413 $ | Russie    | 6 453 424 $ | Pologne             | 1 943 951 $ |
| Allemagne    | 16 415 805 $ | Australie | 6 262 849 $ | Suède               | 1 902 239 $ |
| Espagne      | 15 038 725 $ | Taïwan    | 3 160 826 $ | Norvège             | 1 870 407 $ |
| Royaume-Uni  | 14 535 907 $ | Turquie   | 3 038 896 $ | Émirats arabes unis | 1 644 362 $ |
| Japon        | 11 685 285 $ | Pays-Bas  | 2 980 011 $ | Argentine           | 1 591 109 $ |
| France       | 9 533 590 $  | Belgique  | 2 910 505 $ | Portugal            | 1 308 343 $ |
| Italie       | 9 522 276 $  | Suisse    | 2 575 570 $ | Thaïlande           | 1 241 335 $ |
| Corée du Sud | 8 720 877 $  | Autriche  | 2 220 222 $ | Nouvelle-Zélande    | 1 190 959 $ |
| Mexique      | 8 426 138 $  | Grèce     | 2 039 459 $ | Philippines         | 1 147 831 $ |
| Brésil       | 6 984 391 $  | Danemark  | 1 972 247 $ | Colombie            | 1 137 362 $ |

## Distinctions

### Récompenses
| Année                   | Cérémonie ou récompense                    | Prix                                  | Lauréat(es)                                                |
| ----------------------- | ------------------------------------------ | ------------------------------------- | ---------------------------------------------------------- |
| 2005                    |                                            |                                       |                                                            |
| Satellite Awards        | Meilleure musique                          | Harry Gregson-Williams                |                                                            |
| Prix du cinéma européen | Prix du public du meilleur acteur européen | Orlando Bloom                         |                                                            |
| 2006                    | VES Awards                                 | Meilleurs effets spéciaux secondaires | Wesley Sewell, Victoria Alonso, Tom Wood et Gary Brozenich |

### Nominations
| Année              | Cérémonie ou récompense                         | Prix                                                    | Nommé(es) |
| ------------------ | ----------------------------------------------- | ------------------------------------------------------- | --------- |
| 2005               |                                                 |                                                         |           |
| Satellite Awards   | Meilleur acteur dans un second rôle dramatique  | Edward Norton                                           |           |
| Satellite Awards   | Meilleurs décors                                | Arthur Max                                              |           |
| Satellite Awards   | Meilleurs costumes                              | Janty Yates                                             |           |
| Satellite Awards   | Meilleurs effets spéciaux                       | Tom Wood                                                |           |
| Teen Choice Awards | Meilleur film d'action-aventures                |                                                         |           |
| Teen Choice Awards | Meilleur acteur dans un film d'action-aventures | Orlando Bloom                                           |           |
| 2006               |                                                 |                                                         |           |
| Prix Goya          | Meilleurs costumes                              | Janty Yates                                             |           |
| Golden Reel Awards | Meilleur montage sonore dans un film étranger   | Per Hallberg, Alex Joseph, Colin Ritchie et Paul Conway |           |
| Golden Reel Awards | Meilleur montage sonore musical                 | Marc Streitenfeld                                       |           |

## Différences avec la réalité historique
« On n'attend pas d'une œuvre d'art qu'elle nous enseigne l'histoire. Un artiste se sert du savoir qu'il possède et le place dans une œuvre d'art pour démontrer à l'humanité la vanité et la bêtise des actes de violence. C'est le cas pour Kingdom of Heaven. »

— Dr Hamid Dabashi, professeur à l'université Columbia
La plupart des déviations à la réalité historique peuvent être expliquées par des raisons d'ordre dramatiques ou pratiques. Ainsi, le personnage de Tibérias est basé sur Raymond III de Tripoli mais a été rebaptisé car les producteurs faisaient la confusion entre Raymond et Renaud (Reynald en anglais, prénom très proche à l'oreille de Raymond pour les anglophones), raison d'ordre pratique, alors que la relation amoureuse entre Balian et Sibylle a été créée de toutes pièces par le scénariste William Monahan pour les besoins du film, raison d'ordre dramatique. Les personnages de Balian et de Sibylle dans le film sont ceux qui sont les plus éloignés des personnages réels dont ils sont inspirés. L'histoire de Balian telle que présentée dans le film est largement romancée mis à part sa défense de Jérusalem et sa reddition à Saladin en échange de la vie sauve pour les habitants de la ville (néanmoins, Balian a en réalité menacé de faire exécuter les prisonniers musulmans et Saladin a exigé une rançon pour chaque habitant). La tolérance religieuse affichée par plusieurs personnages importants est également exagérée dans le but de faire passer un message auprès du public (en réalité cette tolérance pouvait ponctuellement exister pour des raisons pratiques et non philosophiques, mais en règle générale, les clercs et prêcheurs de chaque religion, convaincus d'être les seuls à détenir la vraie foi, qualifiaient les fidèles des autres confessions d'« hérétiques », « mécréants » ou de « cafres » razziables).
Guy de Lusignan est présenté comme le principal « méchant » du film afin de servir d'adversaire à Balian alors qu'il était en fait de caractère indécis et influençable. Renaud de Châtillon ne faisait pas partie des Templiers, mais était toutefois un de leurs alliés ; le patriarche de Jérusalem, Héraclius, fut en réalité un organisateur, aux côtés de Balian, de la défense de la ville et un élément de tempérance, privilégiant les négociations avec l'ennemi. Le nombre de machines de siège de Saladin est très exagéré, le casque ottoman de Saladin, à nasale, garde-joues et protège-nuque est bien plus tardif que le XIIIe siècle ; le fléau d'armes n'existait pas encore ; les boucliers des chevaliers n'étaient pas portés dans le dos lors de la charge ; on ne pendait pas les Templiers, car ils étaient nobles et comme tels, auraient été décapités ; par ailleurs l'Ordre du Temple était souverain et avait sa propre chambre de justice interne.
Le destin de la sœur de Saladin après sa capture par Renaud de Châtillon reste inconnu. Ce n'est pas Godefroy d’Ibelin qui découvrit la lèpre de Baudouin IV, mais le chroniqueur Guillaume de Tyr. Enfin la conversion de Balian en modeste maître-forgeron après la chute de Jérusalem est tirée d'une légende antique concernant la fin de vie de Persée, dernier roi de Macédoine.
Cette « licence artistique » a alimenté des controverses avec les historiens pendant le tournage de Kingdom of Heaven. Ainsi l'historien Jonathan Riley-Smith, dans un article du Daily Telegraph, a qualifié le scénario de « version des Croisades vues par Oussama ben Laden », tandis que Khaled Abu el-Fadl, de l'Université de Californie à Los Angeles, affirmait qu'il « incitait à la haine contre les musulmans ». À l'inverse de ces avis négatifs contradictoires, Cathy Schultz, professeur à l'University of St. Francis de l'Illinois, évoque une « représentation juste et honnête de la Terre Sainte pendant les Croisades » passant un « message de paix et de tolérance ». Le Dr Nancy Caciola, professeur à l'université de Californie à San Diego estime que, même s'il comporte des inexactitudes, le film « restitue à merveille l'aspect et l'ambiance du Moyen Âge ».

### Articles dans la presse
- Aurélien Ferenczi, « Kingdom of Heaven », Télérama no 3284-3285, Télérama SA, Paris, p. 152, 19 décembre 2012,  (ISSN 0040-2699)